# Ilpîbokî, Demîdivka
Ilpîbokî (în ucraineană Ільпибоки) este o comună în raionul Demîdivka, regiunea Rivne, Ucraina, formată numai din satul de reședință.

## Demografie
Componența lingvistică a comunei Ilpîbokî
     Ucraineană (97,15%)
     Rusă (2,07%)
     Alte limbi (0,26%)
Conform recensământului din 2001, majoritatea populației comunei Ilpîbokî era vorbitoare de ucraineană (97,15%), existând în minoritate și vorbitori de rusă (2,07%).